# Рибово
Рибово (пол. Rybowo) — село в Польщі, у гміні Ґоланьч Вонґровецького повіту Великопольського воєводства.
Населення — 312 осіб (2011).
У 1975-1998 роках село належало до Пільського воєводства.

## Демографія
Демографічна структура станом на 31 березня 2011 року:
|          | Загалом | Допрацездатний вік | Працездатний вік | Постпрацездатний вік |
| -------- | ------- | ------------------ | ---------------- | -------------------- |
| Чоловіки | 162     | 31                 | 120              | 11                   |
| Жінки    | 150     | 25                 | 93               | 32                   |
| Разом    | 312     | 56                 | 213              | 43                   |